# Scafandrul și fluturele
Scafandrul și fluturele (în franceză Le Scaphandre et le Papillon) este un film dramatic și biografic⁠(d) francez din 2007, regizat de Julian Schnabel și scris de Ronald Harwood⁠(d). Bazat pe memoriile publicate sub același titlu⁠(d) de Jean-Dominique Bauby⁠(d) în 1997, filmul descrie viața lui Bauby după ce a suferit un accident vascular cerebral masiv care l-a lăsat aproape  complet paralizat⁠(d). Bauby este interpretat de  Mathieu Amalric⁠(d).
Scafandrul și fluturele a câștigat premii la Festivalul de Film de la Cannes⁠(d), Globul de Aur, BAFTA și Premiile César. De asemenea, a primit patru nominalizări la Oscar. Mai mulți critici l-au catalogat ca fiind unul dintre cele mai bune filme ale deceniului său. Acesta a fost inclus pe lista BBC a celor mai bune 100 de filme ale secolului XXI.

## Intriga
Prima treime a filmului este narată de protagonist, Jean-Dominique Bauby (Mathieu Amalric⁠(d)) sau Jean-Do, după cum îl alintă prietenii, și prezentată din punctul său de vedere. Filmul începe când Bauby se trezește din comă după trei săptămâni în spitalul din Berck-sur-Mer, Franța. După o analiză mult prea optimistă din partea unui doctor, un neurolog îi spune că suferă de pseudocomă⁠(d), o afecțiune extrem de rară în care pacientul este aproape complet paralizat fizic, dar psihic este sănătos. La început, publicul aude doar „gândurile” lui Bauby (acesta are impresia că vorbește, dar nimeni nu îl aude), inaccesibile celorlalte personaje, observate prin singurul său ochi funcțional.
Un logoped și un terapeut încearcă să-l ajute pe Bauby să își recapete unele funcții ale corpului. Acesta nu poate vorbi, dar dezvoltă un sistem de comunicare⁠(d) cu ajutorul logopedului său, clipind cu ochiul stâng în timp ce ea citește o listă de litere pentru a-i transcrie mesajele literal.
Treptat, punctul de vedere inițial al filmului este depășit, iar publicul începe să-l vadă pe Bauby „din exterior” și să trăiască întâmplări din trecutul său, inclusiv o vizită la Lourdes. De asemenea, acesta își imaginează plaje, munți, pe împărăteasa Eugenie și o întâlnire erotică cu una dintre fetele care realizează transcrierea gândurilor sale. Se dezvăluie că Bauby a fost editor al revistei de modă franceze Elle și că urma să redacteze o lucrare (influențată Contele de Monte Cristo, dar povestită din punct de vedere feminin). În ciuda paraliziei, acesta decide să redacteze lucrarea cu ajutorul noii tehnici de comunicare. O angajată a editurii este chemată să transcrie cartea.
În noua sa lucrare, Bauby explică ce înseamnă să fii prins în propriul corp. Acesta își caracterizează trupul ca fiind un vechi costum de scafandru cu cască de alamă, denumit scaphandre în franceză, termen prezent și în titlul original. Ceilalți îi privesc spiritul, încă viu, ca pe un „fluture”.
Pe lângă situația sa curentă, Bauby povestește despre amintirile și regretele sale care au precedat accidentul vascular cerebral. Ne sunt prezentați cei trei copii ai săi, mama acestora, amanta sa, prietenii săi și tatăl său. Bauby întâlnește oameni din trecutul său, ale căror vieți prezintă similitudini cu propria sa „închisoare”: un prieten care a fost răpit în Beirut și ținut în izolare timp de patru ani, respectiv tatăl său în vârstă de 92 de ani, care este captiv în propriul apartament deoarece este mult prea fragil pentru a coborî patru etaje.
Bauby își încheie în cele din urmă lucrarea și aude comentariile criticilor. Acesta moare de pneumonie la zece zile după publicarea memoriilor sale. Scena finală prezintă spargerea unui ghețar filmat în sens invers⁠(d), iar pe fundal este interpretată melodia „Ramshackle Day Parade” a formației The Mescaleros⁠(d).

## Distribuție
- Mathieu Amalric⁠(d) - Jean-Dominique Bauby⁠(d)
- Emmanuelle Seigner - Céline Desmoulins
- Anne Consigny⁠(d) - Claude Mendibil
- Marie-Josée Croze⁠(d) - Henriette Durand
- Olatz López Garmendia - Marie Lopez
- Patrick Chesnais⁠(d) - Dr. Lepage
- Max von Sydow - domnul Bauby Sr.
- Isaach de Bankolé⁠(d) - Laurent
- Marina Hands⁠(d) - Joséphine
- Niels Arestrup⁠(d) - Roussin
- Anne Alvaro⁠(d) - Betty
- Zinedine Soualem⁠(d) - Joubert
- Emma de Caunes⁠(d) - împărăteasa Eugenie
- Françoise Lebrun⁠(d) - madame Bauby